# Thomasia moorei
Thomasia moorei is een soort van uitgestorven zoogdieren uit de orde Haramiyida. T. moorei is bekend van het Rhaetien tot Lias van Hallau (Zwitserland), Holwell Quarry (Engeland) en Saint-Nicolas-de-Point (Frankrijk). Het holotype is BATGM M214 (Bath Geological Museum, Charles Moore-collectie, nummer 214). Owen had de soort oorspronkelijk de naam Microlestes moorei gegeven.